# Coregonus chadary
Coregonus chadary (сиг-хадарі) — вид лососевих риб роду Сиг (Coregonus).

## Поширення
Вид поширений на сході Росії в басейні річок Шилка та Аргун, у гирлі річок Амур та Уссурі.

## Опис
Максимальна довжина записана для цього виду становить 60 см. Це великий річковий сиг з нижнім ротом і дрібними чорними цятками на голові. Рильной майданчик високий, його висота в 1,5 рази перевершує ширину. Забарвлення як у всіх сигових: спина темна (коричнево- або зеленувато-сіра), боки сріблясті. Кінці непарних плавців темні.